# World Taekwondo Grand Prix 2016
L'edizione del World Taekwondo Grand Prix 2016 si è solta dal 9 al 10 dicembre a Baku, in Azerbaijan e si è composta di una sola tappa. 

## Vincitori

### Uomini
| Competizioni | Oro            | Argento         | Bronzo           |
| ------------ | -------------- | --------------- | ---------------- |
| 58 kg        | Carlos Navarro | Kim Tae-hun     | Jesús Tortosa    |
| 68 kg        | Lee Dae-hoon   | Jaouad Achab    | Konstantin Minin |
| 80 kg        | Milad Beigi    | Seif Eissa      | Albert Gaun      |
| +80 kg       | Sajjad Mardani | Vladislav Larin | Roman Kuznetsov  |

### Donne
| Competizioni | Oro             | Argento          | Bronzo             |
| ------------ | --------------- | ---------------- | ------------------ |
| 49 kg        | Charlie Maddock | Kim So-hui       | Svetlana Igumenova |
| 57 kg        | Jade Jones      | Hedaya Malak     | Lee Ah-reum        |
| 67 kg        | Oh Hye-ri       | Chuang Chia-chia | Elin Johansson     |
| +67 kg       | Bianca Walkden  | Zheng Shuyin     | Jackie Galloway    |

## Medagliere
| Posiz. | Nazione       | Oro | Argento | Bronzo | Totale |
| ------ | ------------- | --- | ------- | ------ | ------ |
| 1      | Regno Unito   | 3   | 0       | 0      | 3      |
| 2      | Corea del Sud | 2   | 2       | 1      | 5      |
| 3      | Azerbaigian   | 1   | 0       | 0      | 1      |
| 3      | Iran          | 1   | 0       | 0      | 1      |
| 3      | Messico       | 1   | 0       | 0      | 1      |
| 6      | Egitto        | 0   | 2       | 0      | 2      |
| 7      | Russia        | 0   | 1       | 4      | 5      |
| 8      | Belgio        | 0   | 1       | 0      | 1      |
| 8      | Cina          | 0   | 1       | 0      | 1      |
| 8      | Taipei cinese | 0   | 1       | 0      | 1      |
| 11     | Spagna        | 0   | 0       | 1      | 1      |
| 11     | Svezia        | 0   | 0       | 1      | 1      |
| 11     | Stati Uniti   | 0   | 0       | 1      | 1      |
| Totale | Totale        | 8   | 8       | 8      | 24     |